# Krigsåret 1886

## Pågående krig
- Mahdistupproret (1881-1899)

## Födda
- 2 januari – Karl-Heinrich von Stülpnagel, tysk general.
- 3 juli – Raymond A. Spruance, amerikansk amiral under andra världskriget.
- 18 juli – Simon Bolivar Buckner Jr., amerikansk general.
- 30 augusti – Günter Guse, tysk sjömilitär, amiral 1940.
- 30 september – Wilhelm Marschall, tysk sjömilitär, generalamiral 1943.

## Avlidna
- 15 januari - Henning Ludvig Hugo Hamilton, svensk statsman, militär och skriftställare.
- 1 februari - Christian Anders Sundin, svensk sjömilitär och riksdagspolitiker.